# Oldtime
Oldtime er en musikgenre fra Appalacherbjergene i de amerikanske sydstater. Oldtime og country var oprindelig synonyme betegnelser for den samme musikgenre. I lighed med andre folkelige genrer som westernmusik, blues og gospel var der pladeselskaber i den tidlige pladeindustri, der fandt ud af at der var et publikum til denne musik og derfor indspillede den og udgav den i serier, som ofte bar prædikaterne "hilbilly music" eller "old time," sommetider "country."

## Oprindelse
Denne musik har sit hjemsted i de amerikanske sydstaters bjergkæde Appalacherne, der dækker staterne Kentucky, Virginia, Tennessee og Carolina, og hvis indbyggere kaldes hilbillies. Denne befolkning har levet meget isoleret, og gamle sange helt fra de første emigranter har derfor levet her fuldstændig uafhængig af påvirkning udefra. Nu skal isolationen ikke overvurderes, for der kom ofte teaterbåde, medicine shows og minstrel shows forbi i området såvel om i andre områder af USA, der underholdt med populære melodier, og adskillige af de lokale musikere tog de populære melodier til sig og sang dem side om side med de gamle sange fra Europa.
Det var især irske emigranter, der slog sig ned i dette område. Da pladeindustrien tog sin begyndelse med lakpladerne i starten af 1920'erne opfandt man betegnelsen oldtime, fordi man mente det var de gamle tiders musik. Andre pladeselskaber kaldte det hilbilly musik eller country, der så blev den dominerende betegnelse med tiden, hvor oldtime overgik til at blive betegnelsen for 1920'ernes og 1930'ernes countrystil. De første, der indspillede med lokale kunstnere var Okeh Records, og den første kunstner, der indspillede en plade for det bredt købende publikum var Fiddlin' John Carson fra Tennessee. Gid Tanner var en af datidens populære kunstnere inden for genren.

## Karakteristiske træk
Det karakteristiske instrument var banjoen, ellers brugte man meget violinen til dansemusik, der havde tydelig rødder i de mange irske indvandreres musik. Banjoen blev ofte brugt til akkompagnement af sang og violinspil. En af de mest ansete sangere, der brugte banjoen som akkompagnement til sang var Uncle Dave Macon, der allerede i 1920'erne var en ældre mand og derfor menes at være en pålidelig kilde til, hvordan musikken har været langt tilbage i det 19. århundrede. Ellers var det meget almindeligt, at violinen blev akkompagneret af dette instrument, og efterhånden kom guitaren til, og så tog det i den genre klassiske besætning form med violin, banjo og guitar.
Ellers var der også sangen, hvor guitaren efterhånden blev ligeså almindelig til akkompagnement som banjoen. I 1927 startede familiebandet Carter Family deres pladekarriere med en flerstemmig fremførelse af de sange, som de samlede op i området. Hos dem blev guitaren for første gang brugt som soloinstrument i form af Maybelle Carters specielle teknik, hvor hun spillede melodien på de dybe strenge og slog akkorden an hen over de andre strenge.
De efterfulgtes af mange, og efterhånden blev det almindeligt med tostemmig sang, kaldet "brother duets" fordi udøverne ofte var brødre, her var guitar og mandolin almindelige instrumenter. Kendte udøvere af denne stil er Monroe Brothers, Louvin' Brothers og Delmore Brothers.

I løbet af fyrrerne udviklede oldtimemusikken sig i to sidespor, det vi i dag forstår ved country og bluegrass. Countrymusikken fjernede sig fra den oprindelige rustikke stil med banjoen og violinen som dominerende instrumenter, dem der holdt fast ved denne stil optrådte mest som pauseklovne ved countryshows eller som indslag der skulle gøre de konservative tilfreds. Meget af det, der blev indspillet på plade og blev hits var tilpasset den gængse populære smag.
Siden fik oldtimestilen et revival ved folkemusikbølgen i tresserne, hvor især New Lost City Ramblers var førende.
Den har også fået en vis opmærksomhed i nyere tid, da den blev brugt i filmene "Oh Brother Where art thou" og "Cold Mountain."

## Ekstern henvisning
- Old-time music homepage Arkiveret 8. september 2006 hos  Wayback Machine
- Om oldtime Arkiveret 11. februar 2007 hos  Wayback Machine -Artikel af Anders Færgeman, dansk oldtime-musiker.

| Musik | Spire Denne musikartikel er en spire som bør udbygges. Du er velkommen til at hjælpe Wikipedia ved at udvide den. |